# Sumberharjo (Sumberejo)
Sumberharjo is een bestuurslaag in het regentschap Bojonegoro van de provincie Oost-Java, Indonesië. Sumberharjo telt 3382 inwoners (volkstelling 2010).